# Amstel Gold Race 2006
41. edycja Amstel Gold Race odbyła się 16 kwietnia 2006. Trasa wyścigu liczyła 253 km ze startem w holenderskim Maastricht i metą w pobliskim Valkenburgu. 107 kolarzy przejechało trasę z 31 podjazdami, w tym trzema na słynne wzgórze Cauberg.

## Wyniki
| M-ce | Imię i nazwisko   | Kraj       | Drużyna                | Czas                      |
| ---- | ----------------- | ---------- | ---------------------- | ------------------------- |
| 1.   | Fränk Schleck     | Luksemburg | Team CSC               | 6h 25min 39s (39,36 km/h) |
| 2.   | Steffen Wesemann  | Szwajcaria | T-Mobile Team          | + 0.22                    |
| 3.   | Michael Boogerd   | Holandia   | Rabobank               | + 0.46                    |
| 4.   | Karsten Kroon     | Holandia   | Team CSC               | + 0.48                    |
| 5.   | Patrik Sinkewitz  | Niemcy     | T-Mobile Team          | + 0.48                    |
| 6.   | Davide Rebellin   | Włochy     | Gerolsteiner           | + 0.48                    |
| 7.   | Miguel Perdiguero | Hiszpania  | Phonak Hearing Systems | + 0.48                    |
| 8.   | Paolo Bettini     | Włochy     | Quick Step-Innergetic  | + 0.53                    |
| 9.   | Stefan Schumacher | Niemcy     | Gerolsteiner           | + 0.57                    |
| 10.  | Siergiej Iwanow   | Rosja      | T-Mobile Team          | + 1.07                    |